# Дазатиніб
Дазатиніб (англ. Dasatinib, лат. Dasatinibum) — синтетичний лікарський препарат, що належить до групи інгібіторів Bcr-Abl-тирозинкінази, що застосовується перорально. Дазатиніб розроблений у співпраці компаніями «Bristol-Myers Squibb» та «Otsuka Pharmaceutical Co.», та схвалений для клінічного використання FDA в 2006 році.

## Фармакологічні властивості
Дазатиніб — синтетичний лікарський засіб, який належить до групи інгібіторів протеїнтирозинкінази. Механізм дії препарату полягає в інгібуванні ферменту Bcr-Abl і SRC тирозинкінази. Це призводить до пригнічення проліферації та збільшення апоптозу в чутливих до препарату клітинних лініях, а також у щойно уражених лейкемічних клітинах, у тому числі резистентних до іматинібу. Біологічною мішенню іматинібу є білки ABL1, c-kit, LCK, YES1, FYN та PDGF-β. Дазатиніб застосовується як самостійний препарат, так і в комбінації з іншими препаратами для лікування чутливих до препарату форм хронічного мієлолейкозу та гострого лімфобластного лейкозу із наявністю філадельфійської хромосоми. Хоча дазатиніб ефективніший у застосуванні при різних видах лейкозу, ніж інші препарати групи інгібіторів протеїнтирозинкінази, проте при його застосуванні спостерігається велика кількість побічних ефектів. Дазатиніб має обрамлене застереження щодо можливості виникнення при його застосуванні важкої легеневої гіпертензії, яка частіше виникає за рік після початку прийому препарату. Застосування дазатинібу при вагітності може призвести як до народження дитини із чисельними вадами розвитку, так і до самовільного переривання вагітності або народження мертвої дитини, хоча при довготривалих спостереженнях були випадки народження й здорових немовлят.

### Фармакокінетика
Дазатиніб швидко та повністю всмоктується після перорального застосування. Максимальна концентрація препарату в крові досягається протягом 0,5—6 годин після прийому препарату. Дазатиніб майже повністю (на 96 %) зв'язується з білками плазми крові. Препарат проходить через гематоенцефалічний бар'єр. Препарат проходить через плацентарний бар'єр, даних за виділення в грудне молоко людини немає. Дазатиніб метаболізується у печінці з утворенням переважно неактивних метаболітів. Виводиться препарат переважно із калом, частково із сечею у вигляді метаболітів, частково у незміненому вигляді. Період напіввиведення дазатинібу становить 3—5 годин, цей час може збільшуватися у хворих із порушенням функції печінки.

## Покази до застосування
Дазатиніб застосовують при хронічному мієлолейкозі (у тому числі при бластному кризі), гострому лімфобластному лейкозі із наявністю філадельфійської хромосоми при резистентності або непереносимості попереднього лікування.

## Побічна дія
При застосуванні дазатинібу побічні ефекти спростерігаються дуже часто. Найчастішими побічними ефектами препарату є затримка рідини, діарея, головний біль, шкірний висип, нудота, блювання, задишка, підвищена втомлюваність, крововиливи. біль у м'язах, біль у животі, гарячка, фебрильна нейтропенія, тромбоцитопенія. Іншими побічними ефектами препарату є:
- Алергічні реакції та з боку шкірних покривів — дерматит, алопеція, гіперпігментація або гіпопігментація шкіри, кропив'янка, підвищення потовиділення, синдром Стівенса-Джонсона, набряк Квінке, синдром Лаєлла, фотодерматоз, свербіж шкіри, виразки шкіри, долонно-підошовний синдром.
- З боку травної системи — стоматит, езофагіт, запор, метеоризм, погіршення апетиту, жовтяниця, холестаз, гепатит, шлунково-кишкові кровотечі, асцит, пептична виразка, гастрит, гастроезофагеальний рефлюкс, сухість у роті, печінкова недостатність, коліт, панкреатит, анальні тріщини.
- З боку нервової системи — запаморочення, порушення смаку, парестезії, безсоння, шум у вухах, затуманювання зору, кон'юнктивіт, підвищена сльозоточивість, сонливість, мігрень, депресія, порушення пам'яті, тривожність, сплутаність свідомості; рідко інсульт, судоми.
- З боку серцево-судинної системи — серцева недостатність, тахікардія, артеріальна гіпотензія або гіпертензія, набряк легень, підвищена кровоточивість, периферичні набряки, тромбози або емболії, перикардит, приливи крові, подовження інтервалу QT на ЕКГ, стенокардія, інфаркт міокарду.
- З боку дихальної системи — кашель, легеневі інфільтрати, легенева гіпертензія, респіраторний дистрес-синдром, ексудативний плеврит, бронхоспазм, бронхіальна астма, пневмонія.
- З боку сечостатевої системи — гінекомастія, порушення менструального циклу, ниркова недостатність, частий сечопуск, протеїнурія.
- З боку опорно-рухового апарату — болі у м'язах і суглобах, скованість м'язів і суглобів, рабдоміоліз.
- Інфекційні ускладнення — сепсис, герпетичні інфекції, інфекції верхніх дихальних шляхів, кишкові інфекції, грибкові інфекції, вірусні та бактеріальні інфекції різної локалізації.
- Зміни в лабораторних аналізах — анемія, панцитопенія, підвищення рівня креатиніну та сечовини в крові, підвищення рівня сечової кислоти в крові, зниження рівня альбуміну в крові.

## Протипокази
Дазатиніб протипоказаний при підвищеній чутливості до препарату, при вагітності та годуванні грудьми, а також у дитячому та підлітковому віці.

## Форми випуску
Дазатиніб випускається у вигляді таблеток по 0,02; 0,05; 0,07; 0,08; 0,1 та 0,14 г.